# Condado de Starogard
Condado de Starogard (polaco: powiat starogardzki) é um powiat (condado) da Polónia, na voivodia de Pomerânia. A sede do condado é a cidade de Starogard Gdański. Estende-se por uma área de 1345,28 km², com 121 650 habitantes, segundo os censos de 2005, com uma densidade 90,43 hab/km².

## Divisões admistrativas
O condado possui:
Comunas urbanas: Czarna Woda, Skórcz, Starogard Gdański
Comunas urbana-rurais: Skarszewy
Comunas rurais: Bobowo, Kaliska, Lubichowo, Osieczna, Osiek, Skórcz, Smętowo Graniczne, Starogard Gdański, Zblewo
Cidades: Czarna Woda, Skórcz, Starogard Gdański, Skarszewy

## Demografia
População (dados de 30 de Junho de 2005):
|          | Total   | Total | Mulheres | Mulheres | Homens  | Homens |
| -------- | ------- | ----- | -------- | -------- | ------- | ------ |
|          | pessoas | %     | pessoas  | %        | pessoas | %      |
| Total    | 121 650 | 100   | 61 842   | 50,8     | 59 808  | 49,2   |
| Cidades  | 61 884  | 100   | 32 025   | 51,8     | 29 859  | 48,2   |
| Povoados | 59 766  | 100   | 29 817   | 49,9     | 29 949  | 50,1   |